# Hyundai Creta
O Hyundai Creta é um crossover de porte compacto lançado no Salão Internacional do Automóvel de Pequim, em 2014. No Brasil foi apresentado na edição de 2016 do Salão do Automóvel de São Paulo.
O nome é inspirado na Ilha de Creta, a maior ilha da Grécia, seguindo a tradição da Hyundai em homenagear localidades no nome de seus SUVs.
O Creta conta com dois tipos de motorização a 1.6 e a topo de linha Creta 2.0 Prestige. Na disputa com seus concorrentes o Prestige traz alguns itens que podem pesar na hora da compra como o banco do motorista com sistema de resfriamento e TV digital integrada ao sistema multimídia. 
A Nova Geração do Creta (2021) é equipada com motor 1.0 TGDI — o mesmo que equipa a linha HB20 entregando uma potência de 120 cv, além do já conhecido motor 2.0, que equipa a versão Ultimate, topo de linha, que passou por uma recalibração e está 8% mais econômico em relação ao seu antecessor, passando a entregar 167 cv.
A linha de 2024 também foi lançada com motor 1.0 T-GDI, possuindo ainda modelos com motor 1.6 e 2.0 aspirados.

## Concorrentes
O Hyundai Creta tem como concorrentes o Volkswagen T-Cross, Nissan Kicks, Ford EcoSport, Renault Captur, Honda HR-V, Chevrolet Tracker, Toyota RAV4 entre outros SUVS compactos.

## Aprimoramentos
Em 2021, o veículo sofreu atualização, além de novo visual e tecnologia, o modelo também passou a contar com motor 1.0 Turbo na versão de entrada, mantendo o motor 2.0 na versão topo de linha.
Em 25 de agosto, o veículo entrou em pré-venda para clientes Hyundai, e 26 agosto ocorrendo as vendas ao público. O modelo será fabricado na planta de Piracicaba e tem previsão de entrega já nas primeiras semanas de setembro.
A Hyundai optou por manter o modelo anterior como opção ao público, estando disponível apenas na versão Action 1.6L.

## Gerações
- Primeira geração (2017 - 2021)
- Segunda geração (2022 - 2024)
- Terceira Geração (2025 - presente)

## Vendas
| Ano  | Índia   | Brasil | Rússia | China   | México | África do Sul | Indonésia | Vietnã | Tailândia |
| ---- | ------- | ------ | ------ | ------- | ------ | ------------- | --------- | ------ | --------- |
| 2014 |         |        |        | 24.721  |        |               |           |        |           |
| 2015 | 40.952  |        |        | 102.755 |        |               |           |        |           |
| 2016 | 92.926  |        | 21.929 | 113.468 |        |               |           |        |           |
| 2017 | 105.484 | 41.629 | 55.305 | 48.720  |        |               |           |        |           |
| 2018 | 120.905 | 48.982 | 67.588 | 75.553  | 8.769  |               |           |        |           |
| 2019 | 99.736  | 57.471 | 71.487 | 42.879  | 9.144  |               |           |        |           |
| 2020 | 96.989  | 47.760 | 73.537 | 38.297  | 8.634  | 2.353         |           |        |           |
| 2021 | 125.437 | 64.764 | 68.081 | 16.201  | 10.025 | 4.113         |           |        |           |
| 2022 | 140.895 | 62.572 | 16.577 |         | 11.962 | 2.218         | 15.930    | 12.096 | 666       |
| 2023 | 157.311 | 65.826 |        |         | 16.447 | 1.690         | 8.315     | 10.719 | 392       |
| 2024 | 186.919 | 69.108 |        |         | 18.558 |               | 5.052     | 8.640  | 359       |